# Fabrizio Dorsi
Fabrizio Dorsi (Napoli, 23 dicembre 1958) è un direttore d'orchestra e musicologo italiano.

## Biografia
Diplomato in Composizione, Direzione d’orchestra, Musica corale e direzione di coro presso il Conservatorio “Giuseppe Verdi" di Milano e laureato in Lettere moderne con una tesi in Storia della Musica presso l’Università Cattolica della stessa città, Fabrizio Dorsi si è perfezionato in Italia con Vladimir Isaakovič Del'man, Franco Ferrara e Piero Bellugi, a Vienna con Karl Österreicher e Julius Kalmar.
Dopo l’esordio nella stagione lirica 1983-84 del Teatro Comunale di Bologna è stato invitato a dirigere numerosi complessi in Italia e all'estero.
Tra le sue registrazioni si segnalano Il Carnevale degli animali di Saint-Saëns per la rivista "Amadeus", Pierino e il lupo di Prokof’ev con la voce recitante di Massimo Boldi e Tuttifäntchen di Hindemith con l’Orchestra "Verdi" di Milano e la voce recitante di Quirino Principe.

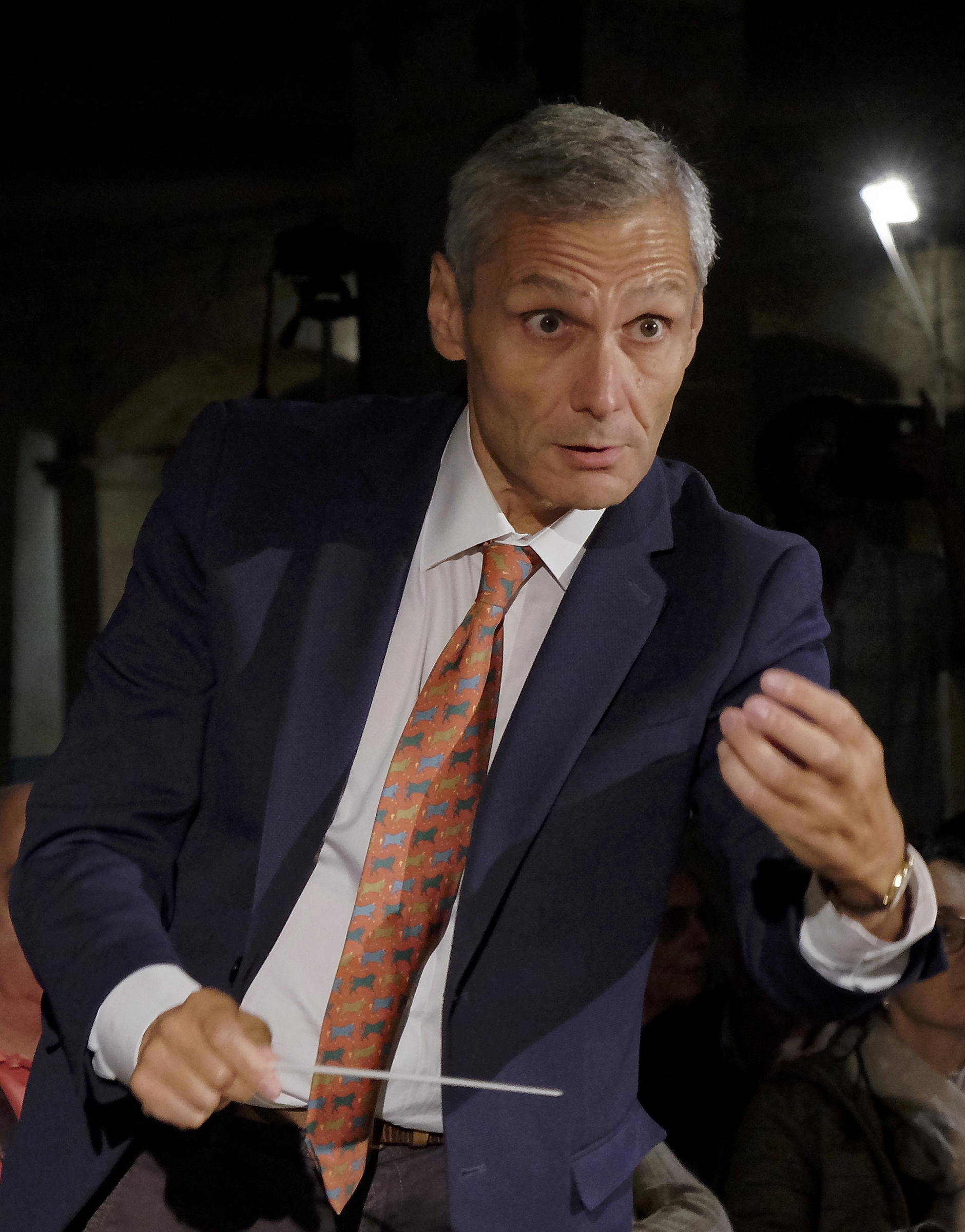
Fabrizio Dorsi mentre dirige nel chiostro di San Fortunato a Todi.

In ambito lirico ha diretto in prima ripresa moderna e registrato diverse partiture operistiche preromantiche: Clotilde di Carlo Coccia (Novara, 2003, regia di Beppe De Tomasi), Il geloso sincerato di Giuseppe Nicolini(Piacenza e Mantova, 2004, regia di Enzo Dara), Don Falcone di Niccolò Jommelli (Sondrio, 2004, di cui ha curato anche la revisione) e L’amor mugnaio, ancora di Giuseppe Nicolini (Piacenza, 2007).
Con Arrighetto di Carlo Coccia , nell’allestimento del Rossini Opera Festival, ha inaugurato la stagione lirica 2005-06 del Teatro di Novara. Nel mese di maggio 2014 ha diretto al Teatro Municipale di Piacenza, in prima esecuzione assoluta, Schicchi e Puccini di Sergio Monterisi.
Presente in noti festival musicali italiani (Rossini Opera Festival 2007MiTo – Settembre Musica 2008, Festival Verdi Parma 2009.
Specialista nella direzione di melologhi, ha lavorato con diversi attori italiani, sia comici che drammatici.
Dal 2007 al 2013 è stato direttore del Conservatorio “Giuseppe Nicolini" di Piacenza. È docente titolare di Esercitazioni orchestrali e incaricato di Direzione d’orchestra al Conservatorio “Giuseppe Verdi" di Milano.
Ha collaborato con la Nuova Rivista Musicale Italiana, e con la "Rivista Italiana di Musicologia" e con il mensile "Amadeus" (1997-2002) sul quale ha tenuto la rubrica "Osservatorio" 
.
Tra le sue pubblicazioni una monografia sul compositore Giacomo Manzoni, una Storia dell’opera italiana (in collaborazione con Giuseppe Rausa) ed Elementi di direzione d’orchestra.
Nella sua attività di docente, dal 1997 ad oggi ha tenuto il corso di avviamento di Todi  che ha rappresentato il primo approccio alla direzione d'orchestra per numerosi professionisti attualmente in carriera.
Dorsi sin dalla propria tesi di Laurea dedicata al Don Falcone di Jommelli si è interessato in special modo alla musica operistica italiana del '600-'700, come testimonia la sua intera creazione del primo volume della Storia dell'Opera italiana e la frequentazione in sede discografica e rappresentativa. 
Quale studioso e docente per la Direzione d'Orchestra ha approfondito le diverse componenti storico-estetiche e tecniche del mestiere, nelle loro variegate implicazioni, attraverso l'insegnamento e il lavoro musicologico nelle varie sedi descritte.

## Discografia (parziale)
(Le date tra parentesi quadra si riferiscono all'anno di pubblicazione)
- C.Coccia, Clotilde (1815), Bongiovanni, GB 2381/82-2 [2005]
- P.Hindemith, Tuttifäntchen (1922), La Bottega Discantica, 176 [2008]
- N.Jommelli, Don Falcone (1754), Bongiovanni, GB 2417-2 [2007]
- G.Nicolini, L’amor mugnaio (1794), Bongiovanni, GB 2443/44-2 [2009]
- G.Nicolini, Il geloso sincerato (1804), Bongiovanni, GB 2415/16-2 [2006]
- C.Saint-Saëns, Le carnaval des animaux (1886), Amadeus, AM 091-2 [1997]

## DVD
(Le date tra parentesi quadra si riferiscono all'anno di pubblicazione)
- C.Coccia, Arrighetto (1813), Bongiovanni, AB 20004 [2007]
- W.A.Mozart, La finta semplice (1769), Bongiovanni, AB 20008 [2008]
- S.S.Prokof'ev, Pierino e il lupo, Op. 67 per orchestra e voce recitante (1936), Mediamax Entertainment [2003]

## Pubblicazioni
Monografie
- Giacomo Manzoni, Milano, Targa Italiana, 1989, ISBN 978-8871110066 (ASIN: B00QXRPU4U)
- Storia dell’opera italiana (in collaborazione con Giuseppe Rausa), Milano, Bruno Mondadori, 2000 (2ª ed. riveduta in 2 voll., Monza, Casa Musicale Eco, 2016, ISBN 978-8860535238); terza edizione riveduta ed ampliata in unico volume, Casa Musicale Eco-Volontè&Co. (EME2053) ISBN 978-88-6053-610-5
- Elementi di direzione d’orchestra, Monza, Casa Musicale Eco (ora Volonté&Co.), 2017, ISBN 978-8860535597

Saggi ed affini (parziale)
- Un intermezzo di Niccolò Jommelli: “Don Falcone", “Nuova Rivista Musicale Italiana", XIX, 3, luglio-settembre 1985, pagg. 432-457
- Fortuna e sfortune di Domenico Scarlatti, in: Adriano Bassi, "Domenico Scarlatti", Ravenna, Edizioni del Girasole, 1985, pagg. 138-143
- Le musiche per orchestra, in AAVV, "Giovanni Bottesini virtuoso del contrabbasso e compositore", Milano, Nuove Edizioni, 1989, pagg. 92-94
- Niccolò Jommelli a Milano: Lucio Vero, in AAVV, La musica a Milano, in "Lombardia e oltre", a cura di Sergio Martinotti, Milano, Vita e Pensiero, 1996, pagg. 163-178
- Educazione musicale e base di formazione, in AAVV, "La base di formazione. Tra ciò che non è più e ciò che non è ancora", a cura di Aldo Nardi, Milano, Franco Angeli, 1997, pagg. 164-183
- Da Lucio Vero a Vologeso: l’evoluzione stilistica di Niccolò Jommelli, in AAVV, "La musica a Milano, in Lombardia e oltre", volume II, a cura di Sergio Martinotti, Milano, Vita e Pensiero, 2000, pagg. 111-131
- Muzio Clementi (1752-1832), Musica & affari, "Amadeus", XIV, 3 marzo 2002, pagg.38-41
- Lo studio della partitura: un approccio sincretico-pragmatico, in AAVV, "Storia di una ‘novità: la direzione d’orchestra al femminile", Atti della Giornata Internazionale di Studi, Firenze, 19 giugno 2003, a cura di Lucia Navarrini Dell’Atti, Firenze, Consiglio regionale della Toscana, pagg. 291-329
- La manualistica direttoriale nel Novecento: contributo per una rassegna, in AAVV, "Affetti musicali. Studi in onore di Sergio Martinotti", a cura di Maurizio Padoan, Milano, Vita e Pensiero, 2005, pagg. 399-415
- La musica come linguaggio, in AAVV, "La musica nella formazione della persona", a cura di Gateano Oliva, Arona, Xy-it, 2010, pagg. 21-22
- Vocalità e cantanti nelle opere di Paolo Rolli: un panorama, in AAVV, «Dolcissima fassi la musica e la favella». "Paolo Rolli poeta per musica europeo, a cura di Giacomo Sciommeri", Atti del convegno storico internazionale Paolo Rolli e la musica (Todi, 20 novembre 2015), Roma, NeoClassica, 2018, pagg. 39-54
- Allegro appassionato. Racconti musicali italiani, a cura di Fabrizio Dorsi, Merone, Manzoni editore, 2021, ISBN 979-12-80-635068
- Quale futuro per le giovani bacchette, Atti della tavola rotonda (Todi, 29 agosto 2021), a cura di Fabrizio Dorsi e Francesco Tofanetti, Merone, Manzoni, 2023
- “Stagioni, deserti e fontane. Descrittivismo musicale italiano fra Otto e Novecento”, in AAVV, Ottorino Respighi pittore di suoni. Ritratto a più voci del grande compositore bolognese, Giornate di studio all’Accademia Filarmonica di Bologna 2022-2023, a cura di Piero Mioli e Fulvia de Colle, Bologna, Musica Insieme, 2024, pagg. 111-120
- "Nella bottega del direttore d’orchestra: esecuzioni a confronto dell’Incompiuta di Schubert”, in AAVV, Cadenze sospese. Attorno a grandi musiche “incompiute” nel centenario della scomparsa di Giacomo Puccini (1858-1924) e Ferruccio Busoni (1866-1924), Atti del convegno (Bologna, 1° giugno 2024), a cura di Piero Mioli (in corso di pubblicazione)